# Mãe Brigitte

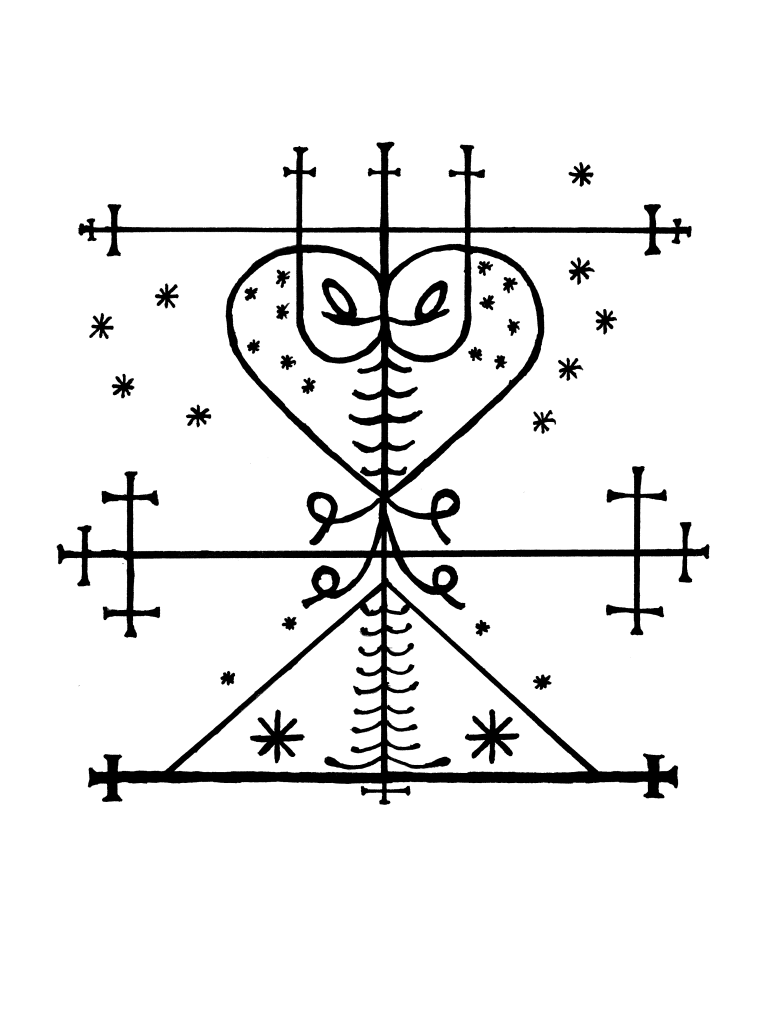
Vevê de Mãe Brigitte

Mamãe Brigitte (em francês: Maman Brigitte), no vodu haitiano, é uma loá da morte, a esposa do Barão Samedi.